# To Notice Such Things
To Notice Such Things — классическая сюита Джона Лорда, выпущенная в 2010 году в виде альбома с тремя дополнительными композициями и стихотворением Томаса Харди «Afterwards», которое было прочитано Джереми Айронсом.

## Список композиций
1. As I Walked Out One Evening (4:15)
2. At Court (5:33)
3. Turville Heath (3:01)
4. Stick Dance (4:45)
5. Winter of a Dormouse (5:33)
6. Afterwards (3:56)
7. Evening Song (8:16)
8. For Example (9:12)
9. Air on a Blue String (6:33)
10. «Afterwards» by Thomas Hardy (3:01)

## Участники записи
Royal Liverpool Philharmonic Orchestra
- Clark Rundell (дирижёр)
- Cormac Henry (флейта)
- Jon Lord (фортепиано)